# Coincya longirostra
Coincya longirostra o Hutera longirostra  és una espècie de planta dins la família Brassicaceae que és un endemisme de la Serra Madrona, Espanya. Viu en hàbitats rocosos i està amenaçada d'extinció per la pèrdua d'hàbitat.

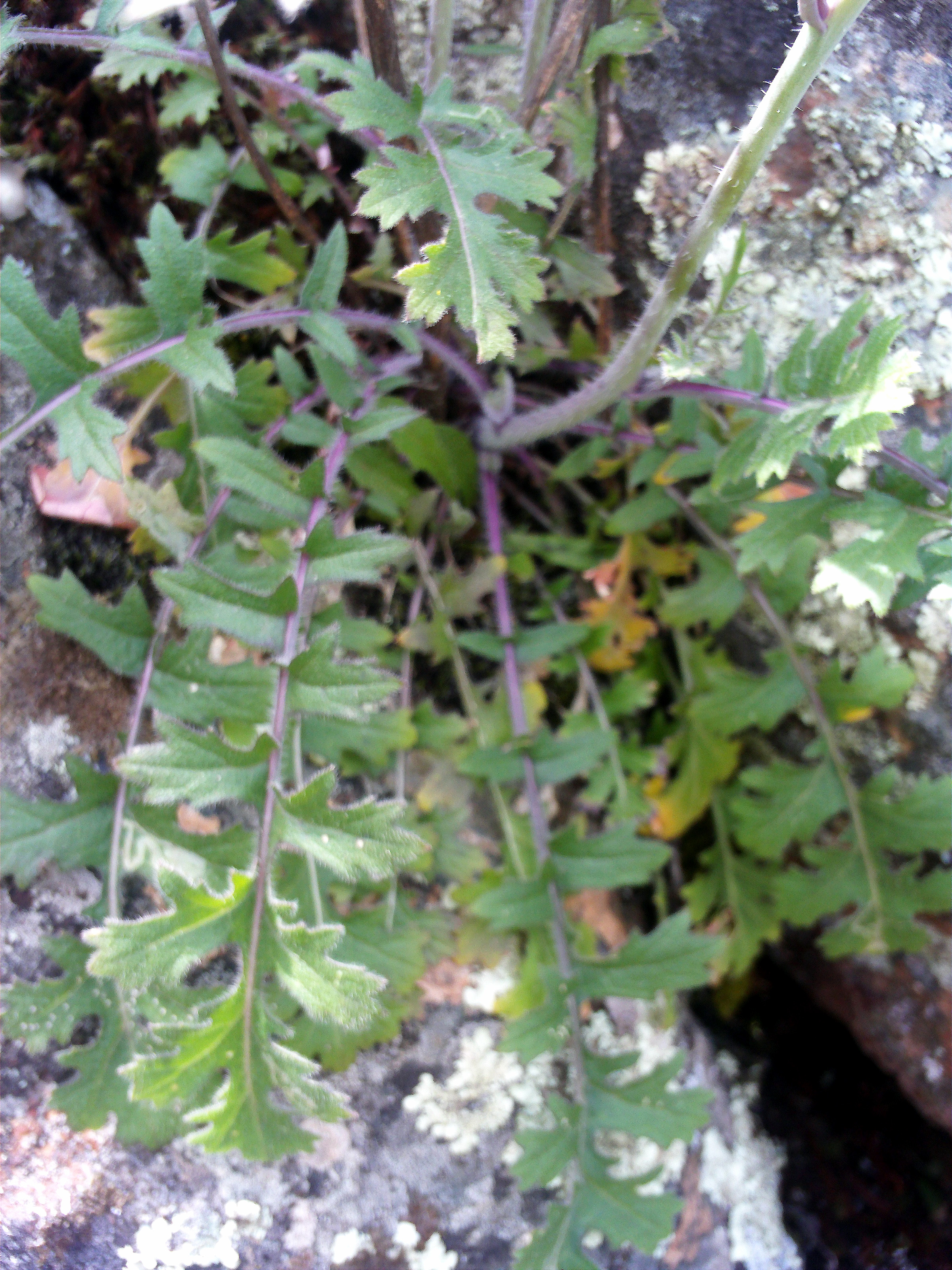
Roseta de fulles basals de Coincya longirostra.

Coincya longirostra és una planta anual, de vegades és perenne de fins a 100 cm d'alt, les flors són grogues i les síliqües pengen.

## Sinònims
- Brassica longirostra Boiss.
- Brassicella valentina subsp. longirostra (Boiss.) Font Quer
- Erucastrum longirostrum (Boiss.) Nyman
- Euzomodendron longirostrum (Boiss.) Pau
- Hutera longirostra f. occidentalis Gómez Campo
- Hutera longirostra (Boiss.) Gómez Campo
- Rhynchosinapis longirostra (Boiss.) Heywood
- Sinapis longirostra (Boiss.) Amo[2]